# Ivan Ivanov (vzpěrač)
Ivan Ivanov (bulharsky Иван Иванов; * 27. srpna 1971, Šumen, Bulharsko) je bývalý bulharský vzpěrač. Na Letních olympijských hrách v Barceloně získal zlatou medaili ve váhové kategorii do 52 kg. Na Letních olympijských hrách v Sydney původně obsadil druhé místo, ale měl pozitivní dopingový nález a byl diskvalifikován. Stal se čtyřikrát mistrem světa.